# Julia Bonaparte
Julie Bonaparte (Julie Charlotte Pauline Zénaïde Laetita Désirée Bartholomée Bonaparte, en francés) (Villa Paolina, en Roma, 6 de junio de 1830 - Ibidem,  28 de octubre de 1900), marquesa de Roccagiovine y princesa francesa. Prima del emperador Napoleón III, fue una de las personalidades del Segundo Imperio más conocidas gracias a su salón literario.

## Familia
La princesa Julie era la hija de Charles Lucien Bonaparte y de su esposa y prima Zenaida Bonaparte. De este modo, era a la vez la nieta de dos de los hermanos de Napoleón Bonaparte, Luciano Bonaparte y José Bonaparte.

### Matrimonio e hijos
El 30 de agosto de 1847, la princesa Julia se casa en Roma con Alessandro Del Gallo (1826-1892), marqués de Roccagiovine. De este matrimonio nacerán:
- Letizia del Gallo (Roma 1848-Roma 1863).
- Matilda del Gallo (Roma 1850-Roma 1865).
- Luciano del Gallo, marqués de Roccagiovine (Roma 1853-Roma 1917), senador del Reino de Italia.[1]
- Alberto del Gallo, marqués de Roccagiovine (Roma 1854-Roma 1947).
- Napoleone Alessandro del Gallo di Roccagiovine (Roma 1857-Roma 1886).

## Vida pública
En su hotel, en el número 142 de la calle Grenelle-Saint-Germain, poseía un salón literario abierto los viernes por la tarde y que era frecuentado por la Emperatriz Eugenia de Montijo y por la princesa Matilde, su prima. Entre los frecuentes al salón encontramos a Ernest Renan, Charles-Augustin Sainte-Beuve, Jules Barbey d'Aurevilly, Adolphe Billault, ministros, diplomáticos, altos funcionarios...
Tras la caída del Segundo Imperio, se retira a su palacio de Roma.